# Anthony Hamilton (snookerspeler)
Anthony Hamilton (29 juni 1971) is een Engels professioneel snookerspeler uit Londen. Hij werd prof in 1991 en won in 2017 op 45-jarige leeftijd zijn eerste rankingtitel, de German Masters. Hierop won hij in de finale met 9-6 van Ali Carter. Hamilton eindigde tweede op de British Open in 1999 en de China Open van 2002.

## Belangrijkste resultaten

### Rankingtitels
| #  | Seizoen     | Toernooi       | Verliezend finalist | Verliezend finalist | Score |
| -- | ----------- | -------------- | ------------------- | ------------------- | ----- |
| 1. | 2016 / 2017 | German Masters | Ali Carter          | ENG                 | 9-6   |

### Niet-rankingtitels
| #  | Seizoen     | Toernooi           | Verliezend finalist | Verliezend finalist | Score |
| -- | ----------- | ------------------ | ------------------- | ------------------- | ----- |
| 1. | 1995 / 1996 | Australian Masters | Chris Small         | SCO                 | 8-6   |
| 2. | 1995 / 1996 | Australian Open    | Chris Small         | SCO                 | 9-7   |

### Wereldkampioenschap
Hoofdtoernooi (laatste 32 of beter):
| #   | Seizoen     | Editie  | Prestatie   | Extra                                  |
| --- | ----------- | ------- | ----------- | -------------------------------------- |
| 1.  | 1995 / 1996 | WK 1996 | Laatste 32  | Verloor met 10-5 van Nigel Bond        |
| 2.  | 1996 / 1997 | WK 1997 | Laatste 16  | Verloor met 13-11 van John Parrott     |
| 3.  | 1997 / 1998 | WK 1998 | Laatste 16  | Verloor met 13-9 van John Higgins      |
| 4.  | 1998 / 1999 | WK 1999 | Laatste 32  | Verloor met 10-9 van Chris Small       |
| 5.  | 1999 / 2000 | WK 2000 | Kwartfinale | Verloor met 13-3 van John Higgins      |
| 6.  | 2000 / 2001 | WK 2001 | Laatste 16  | Verloor met 13-5 van Matthew Stevens   |
| 7.  | 2001 / 2002 | WK 2002 | Kwartfinale | Verloor met 13-6 van Peter Ebdon       |
| 8.  | 2003 / 2004 | WK 2004 | Kwartfinale | Verloor met 13-3 van Ronnie O'Sullivan |
| 9.  | 2004 / 2005 | WK 2005 | Laatste 16  | Verloor met 13-3 van Stephen Hendry    |
| 10. | 2005 / 2006 | WK 2006 | Laatste 32  | Verloor met 10-1 van Mark Williams     |
| 11. | 2006 / 2007 | WK 2007 | Kwartfinale | Verloor met 13-7 van Stephen Maguire   |
| 12. | 2007 / 2008 | WK 2008 | Laatste 32  | Verloor met 10-3 van Stephen Maguire   |
| 12. | 2019 / 2020 | WK 2020 | Laatste 32  | Trok zich terug uit angst voor corona  |